# Communauté de communes de la Montagne Thiernoise
Die Communauté de communes de la Montagne Thiernoise ist ein ehemaliger französischer Gemeindeverband mit der Rechtsform einer Communauté de communes im Département Puy-de-Dôme in der Region Auvergne-Rhône-Alpes. Er wurde am 24. Dezember 1993 gegründet und umfasste neun Gemeinden. Der Verwaltungssitz befand sich im Ort Celles-sur-Durolle.

## Historische Entwicklung
Mit Wirkung vom 1. Januar 2017 fusionierte der Gemeindeverband mit  
- Communauté de communes Entre Allier et Bois Noirs,
- Thiers Communauté sowie
- Communauté de communes du Pays de Courpière

und bildete so die Nachfolgeorganisation Communauté de communes Thiers Dore et Montagne.

## Ehemalige Mitgliedsgemeinden
1. Arconsat
2. Celles-sur-Durolle
3. Chabreloche
4. La Monnerie-le-Montel
5. Palladuc
6. Sainte-Agathe
7. Saint-Victor-Montvianeix
8. Viscomtat
9. Vollore-Montagne